# Carex rivulorum
Carex rivulorum là một loài thực vật có hoa trong họ Cói. Loài này được Dunn mô tả khoa học đầu tiên năm 1908.